# Piedras Negras (Guanajuato)
Piedras Negras es una localidad del estado mexicano de Guanajuato. Es parte del municipio de Abasolo.

## Demografía
| Gráfica de evolución demográfica |
|                                  |

| Censo | Población |
| ----- | --------- |
| 1900  | 250       |
| 1910  | 343       |
| 1921  | 180       |
| 1930  | 340       |
| 1940  | 435       |
| 1950  | 472       |
| 1960  | 510       |
| 1970  | 914       |
| 1980  | 846       |
| 1990  | 1 230     |
| 2000  | 1 137     |
| 2010  | 1 184     |
| 2020  | 1 337     |